# Esteio
Esteio egy község (município) Brazíliában, Rio Grande do Sul államban, Porto Alegre metropolisz-övezetében (Região Metropolitana de Porto Alegre, RMPA). 2021-ben a község népességét 83 352 főre becsülték.

## Nevének eredete
Kezdeti neve Ponte do Pau Fincado volt (elakadt rúd hídja), később Ponte do Esteio, míg végül Esteio (gerenda, rúd), a Sapucaia-patakon átívelő fahídra utalva. Egy másik névmagyarázat szerint a mai Alberto Pasqualini finomító helyén egy gerenda-lerakat volt, amely szükséges volt a vasútvonal építéséhez.

## Története
A mocsaras, kajmános területet, ahol ma Esteio (és Canoas és Gravataí egy része) található, a 18. század első felében kapta meg Francisco Pinto Bandeira mint királyi földadományt (sesmaria). 1810-től kezdve az egész terület Porto Alegre része lett, az eredeti birtokot pedig felosztották, és így jött létre a Fazenda Areião do Meio farm, amelyet 1865-ben Serafim Pereira de Vargas vásárolt meg. 1873-ban megkezdődött a Porto Alegre és São Leopoldo közötti vasútvonal építése, és az itt dolgozó munkások hozták létre az első településmagot. 1905-ben a faluban is nyílt egy kis vasútállomás, 1930-ban pedig urbanizálták a területet, utcákat és sugárutakat létesítve.
1940-ben kezdték építeni Szűz Mária Szeplőtelen Szívének szentelt plébániatemplomát. 1948-ban Esteiot kisvárosi (vila) rangra emelték, 1950-ben pedig São Leopoldo kerületének nyilvánították. 1954-ben függetlenedett és 1958-ban önálló községgé alakult.

## Leírása
Székhelye Esteio, további kerületei nincsenek. Gazdaságának legnagyobb részét a szolgáltatások teszik ki. Az ipari ágazatban kiemelkedik a kohászat, textilipar, élelmiszeripar, gépipar. A fő termékek közé tartozik a növényi olaj, a műanyag, a papír, a cement, az állati takarmány.
Fő rendezvénye az Expointer agrár- és mezőgazdasági kiállítás, amelyet 1901-től rendeznek meg Esteioban, jelenleg a 141 hektáros Assis Brasil parkban. A kiállításon állatokat, gépeket, mezőgazdasági szerszámokat és berendezéseket, kézműves és családi termékeket értékesítenek. 2013-ban forgalma 3,3 milliárd real volt.